# جورج وسوف
جورج وَسوف (جورج وسوف؛ زادهٔ ۲۳ دسامبر ۱۹۶۱) یک موسیقی‌دان اهل سوریه است. وی از سال ۱۹۷۵ میلادی تاکنون مشغول فعالیت بوده‌است. این هنرمند با سابقهٔ چهار دهه خوانندگی، تاکنون ۳۰ آلبوم منتشر نموده‌است. این هنرمند مخاطبان زیادی در داخل و خارج از سوریه دارد و از خوانندگان مهم جهان عرب محسوب می‌شود.